# Chromocryptus haywardi
Chromocryptus haywardi är en stekelart som först beskrevs av Porter 1967.  Chromocryptus haywardi ingår i släktet Chromocryptus och familjen brokparasitsteklar. Inga underarter finns listade i Catalogue of Life.